# 三谷栄一
三谷 栄一（みたに えいいち、1911年7月8日 - 2007年8月29日）は、日本の国文学者（中古文学）。学位は、文学博士（國學院大學・論文博士・1961年）。子息は日本文学者の三谷邦明。

## 来歴・人物
1935年、國學院大學国文科卒業、1944年、青森師範学校教授、1949年、弘前大学教授、1950年、山梨県立図書館長、1953年、実践女子大学教授。1961年、「民族文学の成立に関する基盤的研究」で國學院大學より文学博士号取得、1987年、実践女子大を定年退職、名誉教授。2003年、勲三等瑞宝章受章。
平安朝の物語文学を中心として研究。特に狭衣物語についての業績がある。

## 著書

### 単著
- 竹取物語評解 有精堂、1948年
- 物語文学史論 有精堂出版、1952年
- 要解日本文学史辞典 有精堂出版、1959年
- 日本文学の民俗学的研究 有精堂出版、1960年
- 物語史の研究 有精堂出版、1967年
- 古典文学と民俗 岩崎美術社、1968年
- 日本神話の基盤 風土記の神々と神話文学 塙書房、1974年
- 物語文学の世界 有精堂選書、1975年
- 古事記成立の研究 後宮と神祇官の文学 有精堂出版、1980年
- 記紀万葉集の世界 有精堂出版、1984年
- 狭衣物語の研究 伝本系統論編 笠間書院、2000年
- 狭衣物語の研究 異本文学論編 笠間書院、2002年

### 共著・共編
- 日本文学作品人名辞典 吉田精一、市古貞次共編 河出書房、1956年
- 全解枕草子 伴久美共著 有精堂出版、1958年
- 土佐日記 紀貫之 角川文庫、1960年
- 九条家旧蔵本狭衣物語と研究 未刊国文資料刊行会、1960-63年
- 六万語古語辞典 金子武雄共編 金園社、1964年
- 徒然草解釈大成 峯村文人共編 岩崎書店、1966年
- 日本古典文学全集 落窪物語 小学館、1972年
- 源氏物語事典 有精堂出版、1973年
- 万葉集叢書別冊 万葉集叢書索引 臨川書店、1973年
- 徒然草事典 有精堂出版、1977年
- 狭衣物語抄 元和九年心也開板古活字本 勉誠社、1980年
- 日本文学史辞典 古典編 山本健吉共編 角川書店、1982年
- 要解古典文法 稲村徳共著 有精堂出版、1993年
- よくわかる源氏物語 稲村徳 有精堂出版、1993年

## 栄典
- 勲三等瑞宝章